# حارة الأصبحي الجديد (صنعاء)
حارة الاصبحي الجديد هي إحدى حارات حي شرق حدين بمديرية السبعين إحد مديريات العاصمة اليمنية صنعاء، بلغ تعداد سكانها 2203 نسمة حسب تعداد اليمن لعام 2004.